# Шкода рапид (2011)
Шкода рапид (чеш. Škoda Rapid) је аутомобил који производи чешка фабрика аутомобила Шкода само за индијско тржиште. Производи се од 2011. до данас.

## Историјат
Шкода рапид је породични аутомобил ниже средње класе произведен од стране Шкода Индија, Шкодина фабрика аутомобила која производи возила искључиво за индијско тржиште. Представљен је у октобру 2011. године, а почео се продавати новембра исте године. Поседује сличан предњи крај као друга генерација фабије, али није директно везан за њу. По димензијама је позициониран измећу фабије и октавије, односно лауре, како се зове у Индији. Рапид се заснива на PQ25 платформи Фолксваген групације. Заснован је на верзији модела Фолксваген венто направљен у Индији. Веома је сличан венту, разликују се по предњој маски, фаровима, браницима, задњим светлима, и ситним детаљима у ентеријеру и екстеријеру. Рапид за индијско тржиште се производи у граду Пуна.
Дели име са Шкодом рапид из 2012. године, која је намењена за међународно тржиште. Ова два рапида се ипак разликују, међународна верзија је другачији аутомобил, незнатно већи, са другачијом спољашњости, новим ентеријером и већим избором мотора. Име је претходно коришћено за модел из 1935. године, као и за модел из 1984. године.

## Мотори
У понуди су само два мотора, један бензински, који може имати и шестостепени аутоматски мењач и један дизел-мотор.
| Модел   | Запремина   | Цилиндри/ вентили | Снага          | Мењачи                                  |
| Бензин  | Бензин      | Бензин            | Бензин         | Бензин                                  |
| ------- | ----------- | ----------------- | -------------- | --------------------------------------- |
| 1.6 MPI | 1598 cm³ l4 | 4/16              | 77 kW / 105 КС | 5-степени мануелни, 6-степени аутоматик |
| Дизел   |             |                   |                |                                         |
| 1.6 TDI | 1598 cm³ l4 | 4/16              | 77 kW / 105 КС | 5-степени мануелни                      |